# Guillaume Yango
Guillaume Yango (Parigi, 31 gennaio 1982) è un ex cestista francese.

## Carriera
Yango arriva in Legadue nel 2005 ingaggiato da Sassari, dove è rimasto per un biennio nonostante un periodo in cui era stato messo fuori rosa. Per un'intera stagione (2007-08) ha giocato nel massimo campionato italiano con la canotta del Teramo Basket, iniziando in Serie A anche l'annata successiva a Rieti salvo poi risolvere consensualmente il contratto a dicembre. Finisce l'anno al Trikala, nel campionato greco di A1 Ethniki. La sua carriera prosegue prima nella Pro A francese (Le Mans e Paris-Levallois), poi a Huesca nella Liga LEB Oro spagnola. Nell'estate 2011 torna in Legadue firmando un accordo annuale con Pistoia.